# 2M1207
O sistema 2M1207, também conhecido como 2M1207A está localizado na constelação de Centauros, ele tem apenas um planeta companheiro conhecido por 2M1207 b, 2M1207 foi descoberto durante o curso do 2MASS infravermelho: daí o "2M" em seu nome, seguido por sua coordenada celeste.
O companheiro 2M1207 b foi o primeiro descoberto orbitando uma estrela anã.
O sistema 2M1207
| Companheiro | Massa         | separação Observado |
| b           | 10/03 [6] M J | 40,6 ± 1,3 [14]     |